# Apti Magomadov
Apti Magomadov, rusky Апти Магомадов (* 16. září 1968) je bývalý sovětský a ruský zápasník – judista čečenské národnosti, který po rozpadu sovětského svazu reprezentoval Moldavsko.

## Sportovní kariéra
Připravoval se v Kišiněvě, kde původně narukoval na základní vojenskou službu. V roce 1992 byl v úžším výběru Společenství nezávislých států pro olympijské hry v Barceloně a skončil nakonec jako první náhradník za Olega Malceva. Po přijetí Moldavska do IJF reprezentoval tuto postsovětskou republiku jedno olympijské období. V roce 1996 se na olympijské hry v Atlantě nekvalifikoval.

## Výsledky
| Turnaj             | Sovětský svaz | Sovětský svaz | Sovětský svaz | Sovětský svaz | Sovětský svaz | Moldavsko    | Moldavsko    | Moldavsko    | Moldavsko |
| Turnaj             | 1988          | 1989          | 1990          | 1991          | 1992          | 1993         | 1994         | 1995         | 1996      |
| Turnaj             | 20            | 21            | 22            | 23            | 24            | 25           | 26           | 27           | 28        |
| Turnaj             | polostřední   | polostřední   | střední váha  | střední váha  | střední váha  | střední váha | střední váha | střední váha |           |
| ------------------ | ------------- | ------------- | ------------- | ------------- | ------------- | ------------ | ------------ | ------------ | --------- |
| Mistrovství světa  |               | —             |               | —             |               | úč.          |              | úč.          |           |
| Mistrovství Evropy | —             | —             | —             | —             | —             | 2.           | 5.           | úč.          | úč.       |
| ME juniorů         | 1.            |               |               |               |               |              |              |              |           |